# Kansas City Current
Kansas City Current ist ein Frauenfußball-Franchise aus Kansas City in Missouri, das seit 2021 in der National Women’s Soccer League spielt, der höchsten Liga im Frauenfußball in den USA.
Aufgrund des kurzen Zeitraums zwischen der Gründung des Franchise und dem Beginn der Saison 2021 gaben die Eigentümer im Januar 2021 bekannt, dass das Team in seiner Debütsaison unter dem vorläufigen Namen „Kansas City NWSL“ antreten wird. Die Entwicklung eines kompletten Brandings soll bis zum Beginn der Saison 2022 abgeschlossen sein. Nach der Saison 2022 wurde der neue Name Kansas City Current veröffentlicht.

## Geschichte
In Kansas City war zuletzt 2017 ein NWSL-Team beheimatet, bevor der zweimalige Meister FC Kansas City den Spielbetrieb einstellte und die Lizenz an die NWSL zurückgab, die diese einschließlich der Spielerverträg und weiterer Rechte an ein neues Franchise, den Utah Royals FC, vergab. Drei Jahre später mussten jedoch auch die Utah Royals den Spielbetrieb einstellen und eine Eigentümergruppe um Angie und Chris Long aus Kansas City übernahm die Verträge am 7. Dezember 2020. Auch Brittany Mahomes, die Ehefrau des Kansas City Chiefs Quarterbacks Patrick Mahomes und eine frühere College-Fußballspielerin an der University of Texas at Tyler, erwarb einen Anteil am Franchise. Huw Williams, der frühere Manager des FC Kansas City, wurde als erster Trainer des Teams verpflichtet.
Am 30. Oktober 2021 veröffentlichte das Team den neuen Namen Kansas City Current für die Saison 2022.

## Stadion
- Field of Legends (10.385 Plätze); Kansas City, Kansas (2021)
- Children’s Mercy Park (18.467 Plätze); Kansas City, Kansas (2022–2023)
- CPKC Stadium (11.500 Plätze); Kansas City, Missouri (seit 2024)

## Trainer
- 29. Januar 2021 – 18. November 2021: Huw Williams
- 11. Januar 2022 – 19. April 2023: Matt Potter
- 19. April 2023 – 23. Oktober 2023: Caroline Sjöblom
- seit 23. Oktober 2023: Vlatko Andonovski

## Spielerinnen und Mitarbeiter

### Aktueller Kader
Stand: 18. November 2024
| Nr. |                    | Position | Name                      |
| --- | ------------------ | -------- | ------------------------- |
| 1   | Deutschland        | TW       | Almuth Schult             |
| 2   | Vereinigte Staaten | MF       | Reagan Steigieder         |
| 4   | Vereinigte Staaten | AB       | Hailie Mace               |
| 5   | Vereinigte Staaten | AB       | Ellie Wheeler             |
| 6   | Malawi             | ST       | Temwa Chawinga            |
| 7   | Vereinigte Staaten | AB       | Elizabeth Ball            |
| 8   | Kanada             | ST       | Nichelle Prince           |
| 9   | Brasilien          | ST       | Bia Zaneratto             |
| 10  | Vereinigte Staaten | MF       | Lo’eau LaBonta            |
| 12  | Danemark           | MF       | Stine Ballisager Pedersen |
| 14  | Vereinigte Staaten | MF       | Claire Hutton             |
| 15  | Vereinigte Staaten | AB       | Alana Cook                |
| 16  | Vereinigte Staaten | MF       | Vanessa DiBernardo        |
| 17  | Vereinigte Staaten | ST       | Michelle Cooper           |

| Nr. |                    | Position | Name                  |
| --- | ------------------ | -------- | --------------------- |
| 18  | Vereinigte Staaten | AB       | Izzy Rodriguez        |
| 20  | Vereinigte Staaten | AB       | Mallory Weber         |
| 21  | Vereinigte Staaten | TW       | Adrianna Franch       |
| 22  | Vereinigte Staaten | MF       | Bailey Feist          |
| 23  | Vereinigte Staaten | TW       | Katie Fraine          |
| 24  | Vereinigte Staaten | AB       | Gabrielle Robinson    |
| 25  | Vereinigte Staaten | ST       | Kirsten Hamilton      |
| 27  | Vereinigte Staaten | AB       | Kayla Sharples        |
| 33  | Kenia              | ST       | Mwanalima Adam Jeroko |
| 47  | Vereinigte Staaten | ST       | Alex Pfeiffer         |
| 66  | Sudafrika          | ST       | Hildah Magada         |
| 99  | Brasilien          | ST       | Debinha               |

### Trainerstab
- Milan Ivanović (Trainer)
- Freya Coombe (Co-Trainerin)
- Lucas Rodríguez (Co-Trainer)
- Ljupčo Kmetovski (Torwarttrainer)